# Chery CrossEastar
Chery CrossEastar (кодова назва B14) ― мінівен, що виготовлявся в Китаї компанією Chery Automobile починаючи з червня 2006 року. 

## Опис

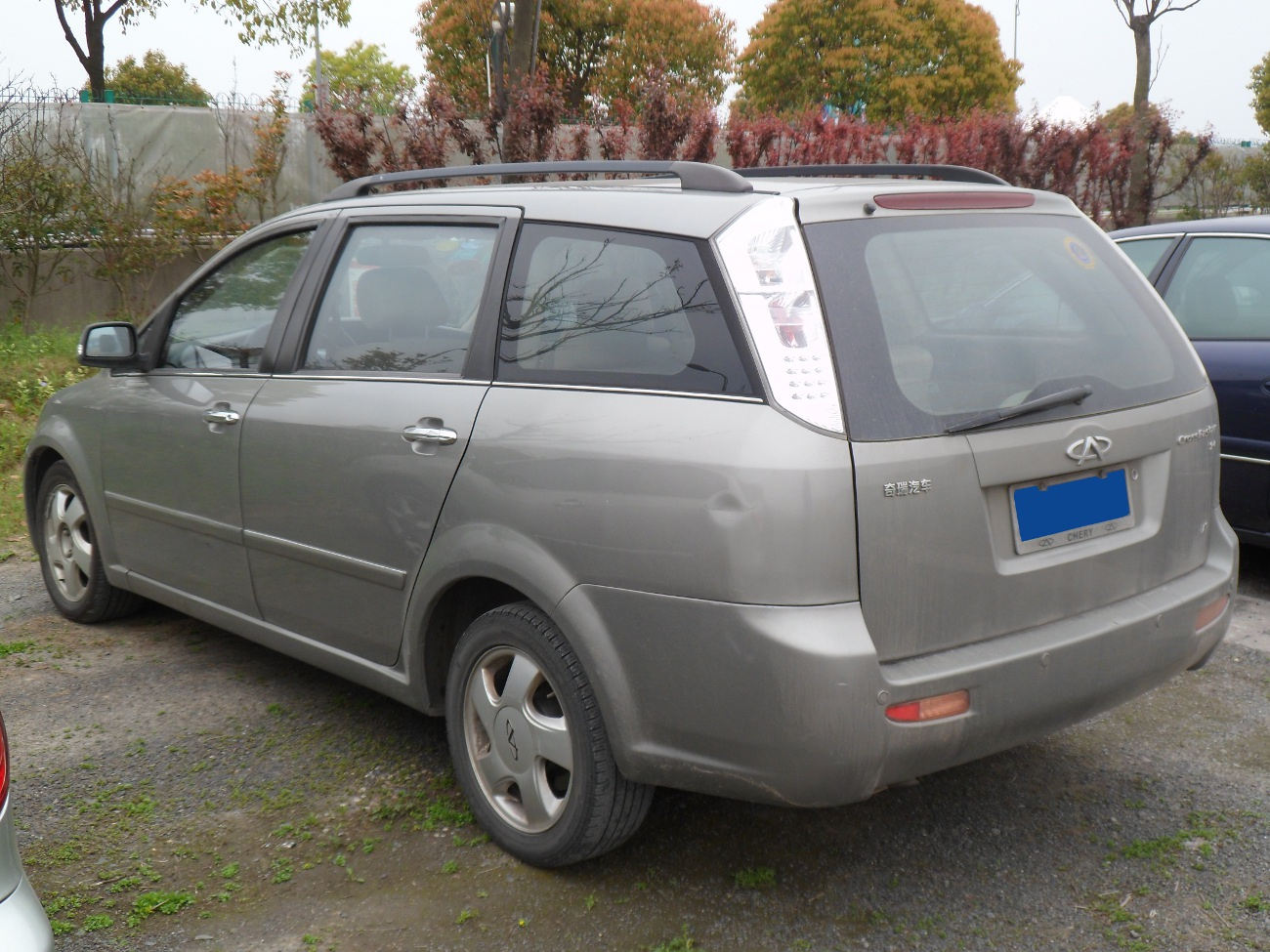
Chery CrossEastar

Дизайн має риси мінівену та великого вагону (універсалу), з його висотою (1590 мм).
В Україні комплектується 2,4 л мотором, має потужність 130 к.с.. В комплектації: клімат-контроль, гідропідсилювач керма, АБС, подушки безпеки. Ціна від 127'670 грн.

## Технічні характеристики
| Характеристика | Показник                                              |
| Двигун         | 2.0 L ACTECO SQR484F I4 / 2.4 L Mitsubishi 4G64S4M I4 |
| Трансмісія     | 5-ступенева ручна та 4-ступенева автоматична          |
| Довжина        | 4662 мм                                               |
| Висота         | 1590 мм                                               |
| Ширина         | 1820 мм                                               |
| База           | 2800 мм                                               |